# Léopold Biha
Léopold Biha (ur. 1919, zm. 2003) – burundyjski arystokrata i polityk, w latach 1965–1966 premier Burundi.

## Życiorys
Etniczny Tutsi, należał do rodziny panującej (dynastia Ntwero). Syn Bagorikundy, od 1944 przywódca rejonu Muramvya. W latach 1954–1959 był wiceprzewodniczącym Najwyższej Rady Ludowej. Należał do Unii na rzecz Postępu Narodowego (UPRONA), którą opuścił, znajdując się w składzie tymczasowego rządu. W sierpniu 1961 założył Partię Ludową, która nie odniosła jednak sukcesu w wyborach w kolejnym miesiącu. Został osobistym sekretarzem króla Mwambutsy IV.
Po wyborach z 1965, w których większość w parlamencie zdobyli Hutu, monarcha odmówił powołania ich przedstawiciela na urząd premiera i 1 października 1965 osobiście wskazał Bihę na to stanowisko. Spowodowało to rewoltę wśród Hutu w burundyjskiej armii, krwawo zdławioną przez Tutsi. 19 października premier został poważnie ranny w zamachu, po czym udał się do Europy na leczenie. W marcu 1966 król uciekł do Szwajcarii, w kwietniu Biha powrócił do kraju. W lipcu tego samego roku bunt wzniecony przez Michela Micombero pozbawił Mwambutsę IV tronu, a Bihę fotela premiera. Został aresztowany przez nowe władze, po wypuszczeniu na wolność nie angażował się już w politykę.